# Žluč
Žluč (lat. fel, bilis, řec. chole) je žlutá až tmavě zelená hustá tekutina hořké chuti, která se tvoří v játrech. Z nich žlučovými cestami odtéká do tenkého střeva, kde se účastní trávicích procesů, především vstřebávání tuků. V době mezi jídly je dočasně skladována a zahušťována ve žlučníku. Za den se v lidském těle vytvoří 0,7–1,2 l žluči.

## Tvorba žluči

Mechanismus zahušťování žluči ve žlučníku

Tvorba žluči probíhá v několika stupních: nejprve je vytvořena v játrech jaterními buňkami a pak je upravena ve žlučových cestách, a jak ve žlučovodech, tak případně ve žlučníku. Proto je složení jaterní žluči, která prošla pouze žlučovody, a žlučníkové žluči, která byla skladována ve žlučníku, odlišné.
Sekrece žluči probíhá na žlučovém pólu hepatocytu. Látky tvořící žluč jsou transportovány přes cytoplasmatickou membránu do žlučové kapiláry vně jaterní buňky. Odehrává se dvěma způsoby.
Při sekreci žluči závislé na žlučových kyselinách jsou do žlučových kapilár aktivně transportovány žlučové kyseliny, přičemž tento transport je spřažen s transportem sodných iontů. Žlučové kyseliny uvnitř žlučových kapilár zvyšují osmotický tlak, pasivně jsou proto následovány vodou a elektrolyty a zvyšuje se tak objem tvořené žluči.
Sekrece žluči nezávislá na žlučových kyselinách zahrnuje především aktivní vylučování sodných iontů pomocí Na+/K+ ATPázové pumpy s osmotickým vylučováním chloridů a vody. Dále jsou do žlučových kapilár secernovány fosfolipidy, cholesterol a bilirubin.
Žluč je vylučována pod tlakem 15–20 cm H2O a při tlaku ve žlučových cestách překračující 35 cm H2O ustává. Její tvorba v průběhu dne kolísá, ve dne je tvořeno více žluči než v noci.
Asi polovina vytvořené žluče je upravována pouze ve žlučovodech. Ty do ní vylučují HCO3–, aktivně z ní odstraňují aminokyseliny a glukózu a obohacují ji o hlen. Tato úprava je izotonická.
Druhá polovina žluče přechází do žlučníku. Na bazolaterální straně epitelových buněk žlučníku se nachází Na+/K+ ATPázová pumpa, která odčerpává sodné ionty pryč z výstelky žlučníku. Zároveň epitel vyměňuje sodné ionty uvnitř žlučníku za kation vodíku. Koncentrace sodíku uvnitř žlučníkové žluči tak klesá a osmoticky z něj uniká voda, čímž se žluč až 12x zahušťuje. Vylučovaný kation vodíku reaguje s HCO3− za vzniku oxidu uhličitého a vody. Dochází také ke snížení pH žlučníkové žluči.

## Složení žluči
Jaterní žluč je izotonická a složením iontů podobná krevní plasmě. Má žluto-zlatou barvu. Žlučníková žluč má nazelenalou barvu, je koncentrovanější a tvoří se v době, kdy je uzavřen Oddiho svěrač a žluč se pod tlakem vrací vzhůru a skladuje se ve žlučníku.
Největší část objemu žluči tvoří voda. Z pevných látek jsou to především žlučové kyseliny, dále hlen a žlučové pigmenty, cholesterol, mastné kyseliny a fosfolipidy, jako je lecitin, anorganické soli, peptidické hormony a případné cizorodé látky, které byly detoxikovány v játrech a vyloučeny do žluče.

Strukturní vzorec kyseliny cholové, primární žlučové kyseliny

Srovnání složení jaterní a žlučníkové žluči
|                       | Jaterní žluč             | Jaterní žluč      | Žlučníková žluč          |
| --------------------- | ------------------------ | ----------------- | ------------------------ |
|                       | Procento ve žluči celkem | Procento v sušině | Procento ve žluči celkem |
| Voda                  | 97,00                    |                   | 85,92                    |
| Pevné látky           | 2,52                     |                   | 14,08                    |
| Žlučové kyseliny      | 1,93                     | 36,9              | 9,14                     |
| Hlen a pigmenty       | 0,53                     | 21,3              | 2,98                     |
| Cholesterol           | 0,06                     | 2,4               | 0,26                     |
| Mastné kyseliny a tuk | 0,14                     | 5,6               | 0,32                     |
| Anorganické soli      | 0,84                     | 33,3              | 0,65                     |
| Specifická hmotnost   | 1,01                     |                   | 1,04                     |
| pH                    | 7,1–7,9                  |                   | 6,9–7,7                  |

## Funkce žluči

Schema smíšené micely se žlučovými solemi na povrchu

Žlučové kyseliny obsažené ve žluči jsou látky, které mají značnou schopnost snižovat povrchové napětí. Umožňují tak vznik emulze tukových kapének v trávenině a trávicí enzymy mohou na tuky působit na větším povrchu. Jejich soli jsou navíc dobře rozpustné ve vodě, ale na svých molekulách mají hydrofobní oblasti, tvoří proto přirozeně tzv. micely. Uvnitř smíšených micel se nacházejí hydrofobní části molekul žlučových kyselin a hromadí se zde ve vodě nerozpustné látky, jako je cholesterol a lecitin. Pro tvorbu micel je potřeba zásadité pH.
V tenkém střevě do smíšených micel vstupují produkty trávení tuků, 2-monoacylglyceroly, mastné kyseliny, cholesterol či lysofosfatidy. V micelách se tyto látky dostávají ke kartáčovému lemu střevních buněk, kde je pH nižší a lipidické látky se z micel uvolňují a prostupují přes cytoplasmatickou membránu enterocytů. Tak přítomnost žluči pomáhá vstřebávání tuků ze střeva.

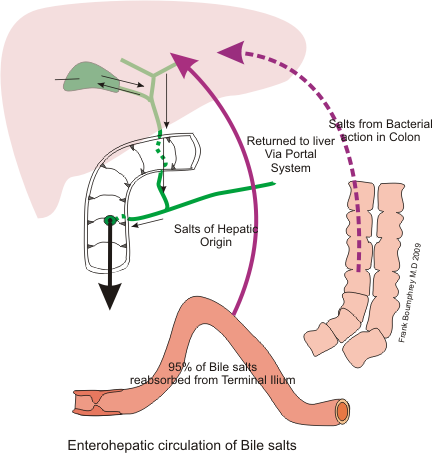
Enterohepatální oběh žlučových solí

Žlučové kyseliny jsou v konečném úseku kyčelníku resorbovány ze střeva a transportovány zpět do jater tzv. enterohepatálním oběhem. Zpětně vstřebáno je 95 % vyloučených žlučových kyselin. Denně je do žluče vyloučeno 22–36 g žlučových kyselin, ale nově je potřeba v játrech tvořit jen 0,2–0,6 g. Celkový pool žlučových kyselin je proto 2–4 g, ale denně proběhne 5–10 enterohepatálních oběhů.
Lehce alkalické pH žluči pomáhá neutralizovat kyselé pH žaludeční tráveniny.
Vylučování žlučí je hlavním způsobem, jakým se organismus zbavuje cholesterolu. Denně se ho vyloučí 1–2 g. Kromě toho se žlučí vylučují také řada léčiv či jedů, měď, rtuť či zinek. Dalšími látkami vylučovanými ve žluči jsou žlučová barviva, u lidí především žlutý bilirubin. Vzniká degradací hemu. V tlustém střevě je bilirubin bakteriálními enzymy rozložen na bezbarvé urobilinogeny, které jsou dále oxidovány na urobiliny, sloučeniny hnědé barvy, které obarvují stolici.

## Vylučování žluči

### Žlučové cesty
Průběh cesty žluči dělíme na dvě části:
1. Intrahepatální žlučové cesty jsou umístěné uvnitř jater. Tvoří je žlučové kapiláry, které se nachází mezi jaterními buňkami. Dále interlobulární žlučovody, segmentární žlučovody a vývod levého i pravého jaterního laloku.
2. Extrahepatální žlučové cesty vedou mimo játra. Jsou tvořeny pokračováním dvou vývodů z pravého a levého jaterního laloku, které se spojují ve kratší společný jaterní vývod. K tomu se připojuje žlučníkový vývod a dohromady tvoří delší hlavní žlučovod. Těsně před jeho vstupem do stěny dvanáctníku se spojuje s vývodem slinivky břišní a ústí na velké duodenální papile. Duodenální papilu obepíná kruhový svěrač (Oddiho svěrač) a umožňuje tak dávkování žluči do střeva.[10]

### Řízení vylučování žluči

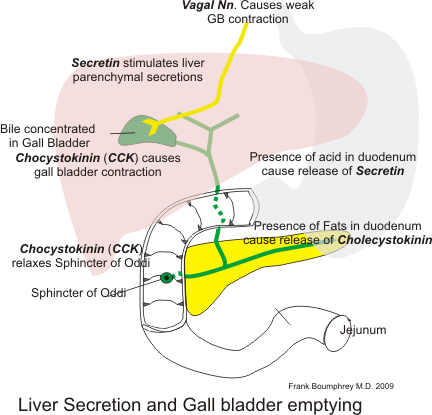
Řízení vylučování žluči

Žluč je v játrech tvořena kontinuálně. Její vylučování do střeva je však řízeno reflexně i hormonálně a je podmíněno příjmem potravy.
Tvorba žluči je podporována hormonem sekretinem. Cholecystokinin vyvolává také kontrakci žlučníku a uvolnění Oddiho svěrače. Podnětem pro uvolnění cholecystokininu jsou především tuky v trávenině. Kontrakce žlučníku způsobuje také aktivita bloudivého nervu a Oddiho svěrač se uvolňuje před kontrakčními vlnami dvanáctníku. Teprve po vyprázdnění žlučníku odtéká v případě nutnosti do střeva řidší jaterní žluč.